# Volkswagen Typ 3
Volkswagen Typ 3, såld under modellbeteckningen 1500 och 1600, var en bilmodell från Volkswagen som tillverkades mellan 1961 och 1973. 
Typ 1 är den välkända VW-bubblan, Typ 2 är VW-bussarna och Pickup-modellerna. Därav beteckningen Typ 3 för VW 1500/VW 1600.

## Historik
Efter framgångarna med Typ 1 ville Volkswagen utöka modellprogrammet med en något större bil. Grundkonstruktionen med luftkyld boxermotor monterad längst bak behölls, men Typ 3 fick lite större utrymmen och var också mer bekväm att åka i. Precis som Typ 1 konstruerades bilen med en bottenplatta som karossen sedan monterades på, och fjädringen sköttes med torsionsstavar. 1,5-litersmotorn som även fanns i Typ 1 konstruerades delvis om, så att den fick lägre höjd (så kallad "pannkaksmotor"), bland annat genom att kylfläkten flyttades. Det gjorde att man fick plats med ett litet bagageutrymme ovanpå motorn, där Typ 1 bara hade ett stuvfack bakom baksätets ryggstöd. Till skillnad från Typ 1 var motorn och bakvagnen monterade i en hjälpram som i sin tur hade gummibussningar mot karossen, vilket minskade vibrationerna och förbättrade komforten.
Modeller av Volkswagen Typ 3:

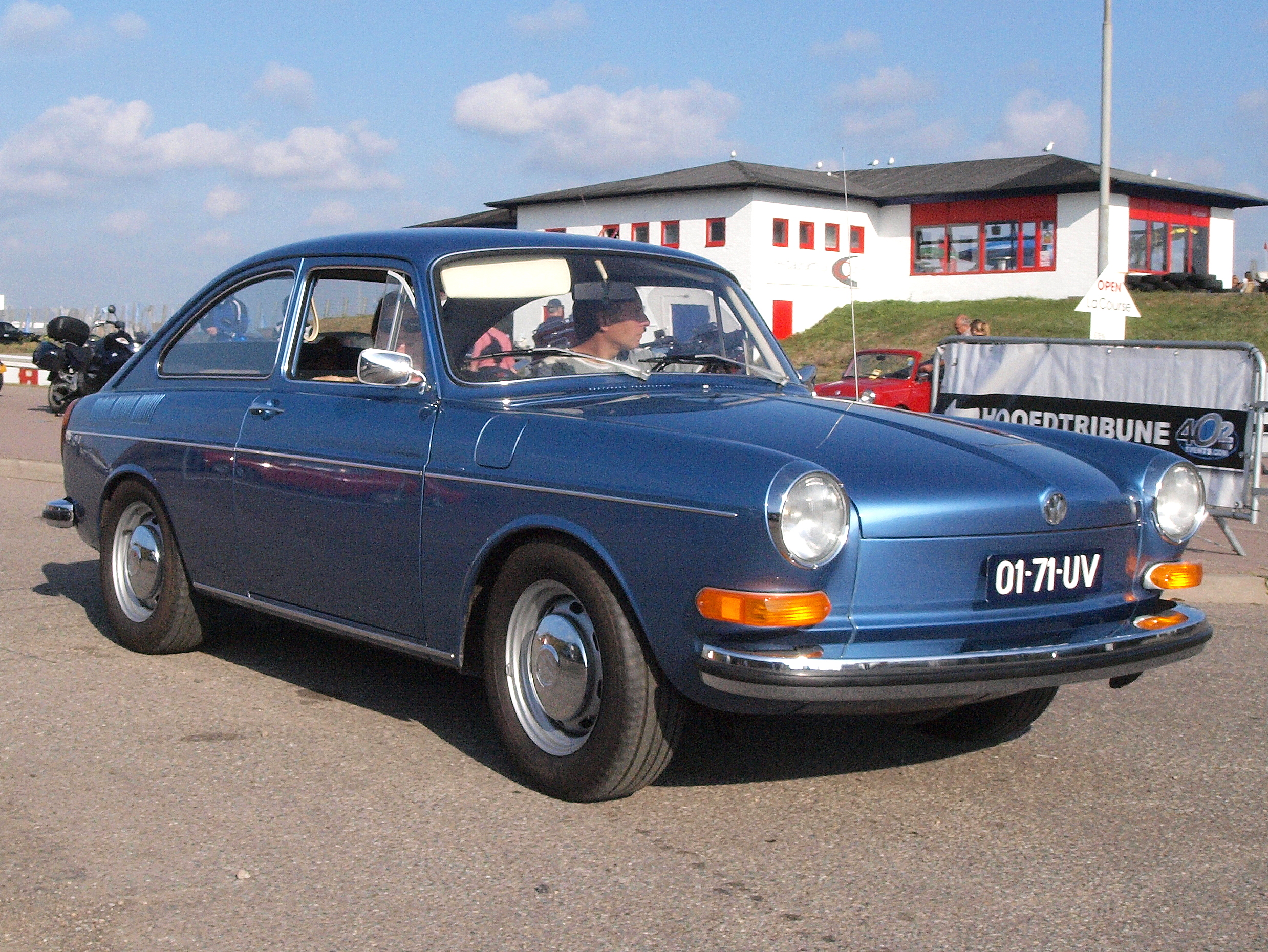
Volkswagen 1600 TL årsmod. 1970, med lite nyare front. Jämför med den övre bilden.

- Volkswagen  1500.  Limousine årsmodell 1962 presenterades i augusti 1961. Typnr. 31: 1 493 cm³, 45 hk/3 800 v/min. 4-cylindrig boxermotor, 1 förgasare. Normalbensin. Bagagerum fram och bak, åtkomligt utifrån.
- Volkswagen 1500 Variant/Kombi presenterades februari 1962. Typnr 36.  Bilen kunde levereras med en tillsatsfjäder över bakaxeln, vilket höjde nyttolasten från 450 till 530 kg.
- Volkswagen 1500 S Limousine och Variant, årsmodell 1964, presenterades augusti 1963. 1 493 cm³, 54 hk/4 200 v/min. 4-cylindrig boxer, 2 Solexförgasare. Superbensin. På 1960-talet gick avgasventilerna av på VW 1500 S och det påstods att det var Caltex med Boron som var orsaken.

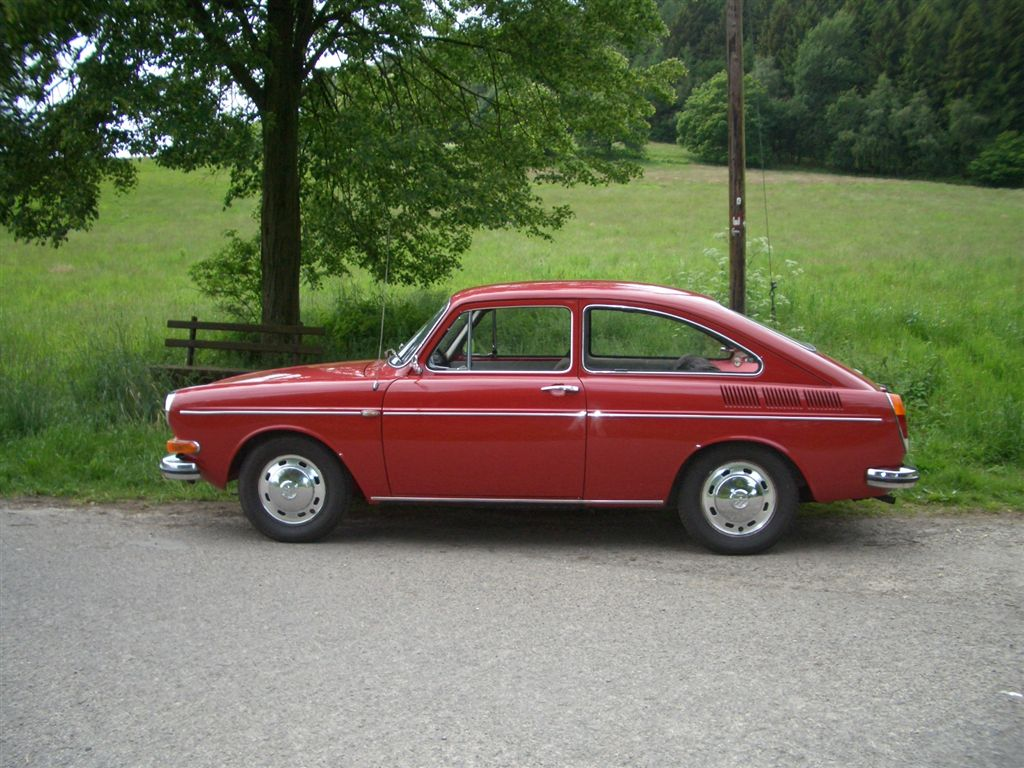
Volkswagen 1600 TL, Typ 3 halvkombi

- Volkswagen 1600 TL, 1 584 cm³, 54 hk/4 000 v/min.  2 Solexförgasare. Den tredje modellen av typ 3, bilen presenterades i augusti 1965. Bilen var av fastback-modell. Men den hade mindre bagageutrymme bak på grund av den lilla bakluckan. Modellen  fick aldrig en stor baklucka; det hade förmodligen gjort bilen mera praktisk och populär. En nyhet var skivbromsar fram.

Från augusti 1967 erhöll bilar avsedda för USA-marknaden elektronisk bränsleinsprutning, något som på övriga marknader kunde erhållas först från och med juli 1968.
Två-krets bromssystem kom på årsmodell 1968 (mitten av år 1967). Från årsmodell 1969 blev det ny bakaxel, dubbelledade drivaxlar (utom Variant). Vägegenskaperna blev betydligt bättre i och med att hjulen fjädrade upp och ner utan vinkelförändringar. Det gamla pendelaxelsystemet innebar att hjulens vinkel mot vägbanan varierade med fjädringsrörelserna, något som inte minst kunde orsaka plötsliga sladdar vid hård kurvtagning eftersom det yttre bakhjulet i värsta fall "vek sig under bilen" och tappade största delen av väggreppet.
Samma pendelaxelkonstruktion användes av flertalet andra tillverkare av svansmotorbilar, exempelvis Porsche, Tatra och Škoda. Särskilt Porsche och Tatra blev kvickt välkända för sina tvivelaktiga kurvtagningsegenskaper. Sveriges Televisions motorprogram Trafikmagasinet lyckades även 1978 välta en ny Škoda när man gjorde det så kallade älgtestet, ett test man utsatte alla testbilar för.
Årsmodell 1970 erhöll nya stötfångare enligt amerikanska normer. Frontluckan blev lite högre för att minska fotgängarskador. I och med detta blev bagageutrymmet större.
I juli 1973 tillverkades den sista årsmodellen av Volkswagen Typ 3. Totalt tillverkades det 2 584 904 VW Typ 3.

## Besläktade modeller
Volkswagen Karmann Ghia kom i en ny version 1962 och var då baserad på bottenplattan från Typ 3, till skillnad från den ursprungliga versionen som byggde på en modifierad Typ 1-plattform. Båda modellerna tillverkades parallellt i flera år.
Volkswagen Typ 4 var en ny konstruktion som skulle ersätta Typ 3, men bara överlevde den med ca 1 år innan de framhjulsdrivna modellerna Golf och Passat ersatte dessa modellserier. Skillnaden i konstruktion mellan Typ 3 och 4 är att den senare har självbärande kaross, större utrymmen och starkare motorer, även om motorn fortfarande är luftkyld och monterad bakom bakhjulen. 